# Jatunhuma
Jatunhuma (possiblement del quítxua hatun gran, superior, principal, uma cim / cap), Jatunpampa (possiblement del quítxua pampa plana) o Pico Tres (castellà per "tercer cim") és una muntanya de la serralada de Vilcanota, una secció dels Andes del Perú, que s'eleva fins als 6.093 msnm. Es troba a regió de Cusco, província de Canchis, districte de Pitumarca i a la província de Quispicanchi, districte d'Ocongate. Al nord-oest hi ha el llac Sibinacocha i al sud-est el Callangate.
La primera ascensió va tenir lloc el 1957 per la cara nord-oest.